# Hércules Alicante
Hércules CF este o echipă de fotbal din Alicante, Spania. Echipa a fost înființată în anul 1922.

## Lotul actual
La 11 iulie 2011.
| Nr. |          | Poziție | Jucător             |
| --- | -------- | ------- | ------------------- |
| 1   | Spania   | P       | Ismael Falcón       |
| 3   | Spania   | F       | Juanra              |
| 4   | Senegal  | F       | Mohamed Sarr        |
| 6   | Spania   | M       | Cristian Hidalgo    |
| 7   | Spania   | M       | Francisco Rufete    |
| 9   | Spania   | A       | Javier Portillo     |
| 10  | Spania   | A       | Tote                |
| 14  | Columbia | M       | Abel Aguilar        |
| 16  | Spania   | F       | Paco Peña (captain) |
| 17  | Franța   | A       | David Trezeguet     |
| 19  | Spania   | F       | Diego Rivas         |

| Nr. |               | Poziție | Jucător                        |
| --- | ------------- | ------- | ------------------------------ |
| 20  | Spania        | M       | Pepe Mora                      |
| 23  | Franța        | F       | Noé Pamarot                    |
| 24  | Portugalia    | M       | Tiago Gomes                    |
| 25  | Țările de Jos | P       | Piet Velthuizen                |
|     | Spania        | M       | Míchel (on loan from Valencia) |
|     | Spania        | F       | Samuel Llorca                  |
|     | Spania        | M       | Juanmi Callejón                |
|     | Spania        | M       | Joseba del Olmo                |
|     | Paraguay      | A       | Nelson Valdez                  |
|     | Spania        | P       | Juan Corral                    |

## Foști jucători
| - Mario Kempes - Horacio Moyano - Dante Sanabria - Carmelo Giuliano - Mauricio Risso - Joaquín Irigoytia - Eduardo Commisso - Juan Sarrachini - Maximiliano Darino - Cristian Lupidio - Rolando Schiavi - Ariel López - Gabriel Amato - Pedro Morant - Geronimo Saccardi - Miguel Santoro - Alfonso Troisi - Pedro Verde - Raúl Castronovo - Luis Adorno - Zeljko Adzic - Peter Artner - Mehmed Janjoš - Waldo - Alejandro Morera - Rónald Gómez - Dubravko Pavličić | - Janko Janković - Miodrag Kustudic - Davor Radmanovic - Zvezdan Ljubobratovic - Josip Višnjić - Sandro Mendes - Alan Hudson - Jacinto Ela - Ludovic Butelle - Gaëtan Huard - Joachin Yaw - Peter Lübeke - Jorge Roldán - Roberto Figueroa - Sandor Müller - Antal Nagy - Pétur Pétursson - Damiano Longhi - Aarón Galindo - Peter Rufai - Boudewijn de Geer - Kiran Bechan - Blas Pérez - Eufemio Cabral - Humberto Núñez - Julio Irrazábal - Líder Mármol | - Flavio Maestri - José Velásquez - Juan Carlos Mariño - Jan Tomaszewski - Andrey Mokh - Nenad Djukanovic - Predrag Stankovic - Ranko Golijanin - Milan Osterc - Luis Aragonés - Álvaro Cervera - Josep Fusté - Javier Sánchez Broto - Salvador García - David Castedo - Eduardo Rodríguez - Manolo Alfaro - Manolo Maciá - Nemanja Miljanović - Kossi Agassa - Gonzalo de los Santos - Jimmy Schmidt - Omar Rey - Pierino Lattuada - Ljubomir Vorkapić |